# Брауэр, Йорди
Джорди Броуэр (нидерл. Jordy Brouwer; родился 26 августа 1988, Гаага, Нидерланды) — нидерландский футболист, нападающий любительского клуба ДХК.

## Клубная карьера
Джорди родился в Гааге. Броуэр переехал из «Аякса» в английский «Ливерпуль» в январе 2007 года. После впечатляющей игры за резерв «Ливерпуля», в том числе забил гол в финале плей-офф Премьер-лиги в мае 2008 года. Он был готов уйти в долгосрочную аренду в «Утрехт» после того, как в августе 2008 года была заключена предварительная сделка, но она так и не состоялась.